# Tiaha
Tiaha est une localité rurale du sud de la Côte d'Ivoire appartenant au département de Dabou, dans la région des Grands-Ponts. Tiaha se situe à 17 kilomètres de Dabou, dont elle constitue la sous-préfecture. La population du village appartient au peuple adioukrou.